# Зоопарк и ботанический сад Цинциннати
Зоопарк и ботанический сад Цинциннати (англ. Cincinnati Zoo and Botanical Garden) расположен в городе Цинциннати (штат Огайо, США). Открытый в 1875 году, является вторым по возрасту зоопарком США (после Зоопарка Филадельфии, открытого годом ранее).

## История
В 1872 году Эндрю Эркенбрехер и несколько других жителей города основали «Общество акклиматизации птиц» для борьбы с гусеницами. Они привезли из Европы около тысячи особей и поселили их в городском парке Бёрнет-Вудс.
«Зоологические сады Цинциннати» были открыты в центре города 18 сентября 1875 года. Тогда их площадь составляла 65,4 акра (0,2647 км²), и первыми их обитателями стали птицы, о которых говорилось выше, и их потомки. Архитектором сооружений выступил Джеймс Маклафлин. На тот момент в зоопарке жили 769 животных, в том числе 8 обезьян, 2 гризли, 3 белохвостых оленя, 6 енотов, 2 лося, бизон, пятнистая гиена, тигр, миссисипский аллигатор, цирковой слон, более 400 птиц, в основном, воро́ны, а также несколько павлинов. Вход стоил 25 центов для взрослых и 15 центов для детей.
В 1876 году вышел первый путеводитель по зоопарку на немецком языке (так как основатели зоопарка были немцы, и Цинциннати в то время был населён преимущественно выходцами из Германии), в 1893 году — на английском.
В 1878 году в зоопарке впервые в истории в неволе дали потомство калифорнийские морские львы; была привезена пара жирафов.
В 1886 году, в связи с финансовыми трудностями, зоопарк продал 22 из 65,4 акров своей площади, однако к 1898 году ситуация улучшилась, и площадь зоопарка вернулась к первоначальной.
С 1901 по 1917 год зоопарком владела компания Cincinnati Traction Company, с 1917 по 1932 год — Cincinnati Zoological Park Association, с 1932 года по настоящее время зоопарк принадлежит городу.
В 1914 году в зоопарке скончалась Марта — последний представитель вида странствующий голубь.
В 1918 году в зоопарке скончался последний представитель вида каролинский попугай.
В 1931 году в зоопарке появилась горилла по имени Сьюзи. Она была поймана в Бельгийском Конго, некоторое время прожила во Франции, затем в августе 1929 года прибыла в США на дирижабле «Граф Цеппелин». Два года она гастролировала по стране с цирком Ringling Bros. and Barnum & Bailey Circus, после чего некий Роберт Салливан выкупил её за 4500 долларов (ок. 66 500 долларов в ценах 2018 года) и сдал в аренду зоопарку Цинциннати. При Сьюзи остался её дрессировщик, который научил обезьяну принимать пищу с помощью ножа и вилки, и они давали в зоопарке по два представления в день. Сьюзи стала «звездой» зоопарка Цинциннати: на её «день рождения», 7 августа 1936 года, поздравить гориллу пришли около 16 000 человек. Сьюзи скончалась 29 октября 1947 года. Её тело было пожертвовано Университету Цинциннати, где скелет Сьюзи стал экспонатом выставки вуза, пока не был уничтожен пожаром в 1974 году.
С 2010 года в зоопарке развивается и достраивается «африканская выставка», занимающая к настоящему времени площадь 8 акров. Здесь обитают львы (в том числе белые), сервалы, большеухие лисицы, гиеновидные собаки, зебры, газели, малые куду, импалы, западные канны, страусы, марабу, восточные венценосные журавли, бегемоты.
В 2013 году в зоопарке открылся «зелёный» ресторан Base Camp Cafe — таких ресторанов в США существует всего 15, и данный имеет максимальные четыре звезды от Green Restaurant Certification.
В 2014 году зоопарк Цинциннати занял третье место в списке «Лучшие зоопарки США», по версии USA Today.
28 мая 2016 года трёхлетний мальчик забрался в вольер к западным равнинным гориллам, где жили две самки и самец. Для этого ему потребовалось всего лишь перебраться через забор высотой 90 см, проползти через полосу кустов шириной 1,2 м, после чего он упал в бетонный ров с мелкой водой с высоты 4,6 метров. 17-летний 200-килограммовый Харамбе заинтересовался упавшим к нему ребёнком, начал толкать его, таскать за ногу по рву, и в результате через 10 минут был застрелен службой безопасности. Происшествие получило широкий общественный резонанс: многие известные личности (в том числе Рики Джервейс, Брайан Мэй, Пирс Морган, Джек Ханна, Франс де Вааль, Дональд Трамп) и тысячи защитников живой природы по всему миру заявили, что нужды убивать умное и дорогое животное не было, так оно практически не причинило вреда мальчику, возложив вину за смерть Харамбе на мать непослушного ребёнка.
24 января 2017 года пара бегемотов, привезённых в зоопарк годом ранее, дала потомство. Девочку, недоношенную на 6 недель, назвали Фиона — она стала первым бегемотом, родившимся здесь за последние 75 лет. Фиона стала первым бегемотом в мире, которому было сделано ультразвуковое исследование. В результате активной заботы сотрудников зоопарка, ветеринаров и врачей Детской больницы Цинциннати, детёныш выжил; история её рождения и борьбы за жизнь сделали её героиней города (фото Фионы печаталось на банках с прохладительными напитками, на игральных картах) и Интернета, что увеличило посещаемость зоопарка. Отец Фионы, Генри, вскоре после рождения дочери заболел, и 31 октября того же года его пришлось усыпить.
17 июля 2017 года дала потомство пара восточных чёрных носорогов. Детёныша назвали Кенди, её рождение было заснято на видео и выложено на официальном сайте зоопарка. Кенди стала пятым представителем подвида восточный чёрный носорог, родившимся за последние два года во всей Северной Америке. Всего на континенте их насчитывается около 60 особей.

## Описание
В зоопарке расположены несколько исторических сооружений, в том числе «Дом рептилий», построенный в 1875 году и ныне являющийся самым старым «зоопарковым сооружением» в США. В зоопарке регулярно проводятся программы по разведению редких животных в неволе, наиболее успешные из них: калифорнийский морской лев (впервые в неволе в мире), лебедь-трубач и бизон (оба — впервые в неволе в США); южноафриканский гепард, суматранский носорог, малайский тигр, западная равнинная горилла, обыкновенный потто, масайский жираф, бонобо.
Зоопарку Цинциннати принадлежат несколько рекордов. Здесь жил самый старый аллигатор в неволе — умер в возрасте около 70 лет; самый быстрый гепард в неволе (в 2012 году 11-летняя самка по имени Сара показала в вольере скорость 98 км/ч); самый крупный комодский варан (ум. 2005). Первый зоопарк в стране, где посетители смогли увидеть мадагаскарскую руконожку (умерла в 1993 году, другая приобретена в 2011 году).
- Марта — последний представитель[англ.] вида странствующий голубь.
- Сьюзи — «единственная дрессированная горилла в мире», почтовая открытка 1930—1945 гг.
- «Дом рептилий»[англ.] (постр. в 1875 году) — самое старое «зоопарковое сооружение» в США.
- «Слоновий дом»
- Парковка зоопарка оборудована солнечными панелями
- Тюльпаны ботанического сада Цинциннати